# Dziewiątka (karta)

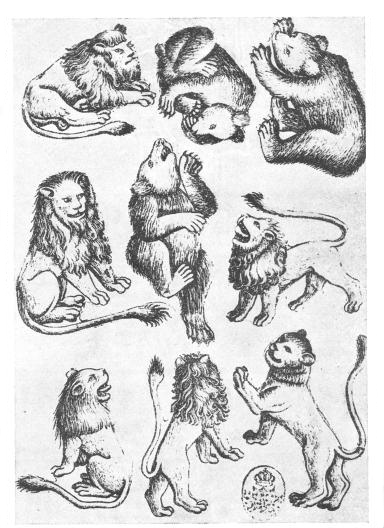
Dziewięć bestii

Dziewiątka – karta do gry tradycyjnie przedstawiająca dziewięć symboli danego koloru karcianego. W tradycyjnej hierarchii ważności dziewiątka jest liczona jako 9 karta w talii, występującą po ósemce i przed dziesiątką. Pełna talia kart do gry zawiera cztery dziewiątki, po jednej w każdym kolorze (trefl, karo, kier i pik).
Dziewiątka występuje również w kartach polskich i szwajcarskich. W tych pierwszych jest oznaczana w przypadku dzwonków i czerwieni jako trzy rzędy symboli po 3, a w przypadku żołędzi i win jako część rośliny posiadającej cztery gałęzie po obu stronach i jeden owoc u góry pośrodku.

## Wygląd kart
Wzór międzynarodowy i inne wzory o kolorach francuskich

Dziewiątka pik
Dziewiątka kier
Dziewiątka trefl
Dziewiątka karo

Talia Minchiate i inne wzory o kolorach północnowłoskich i portugalskich

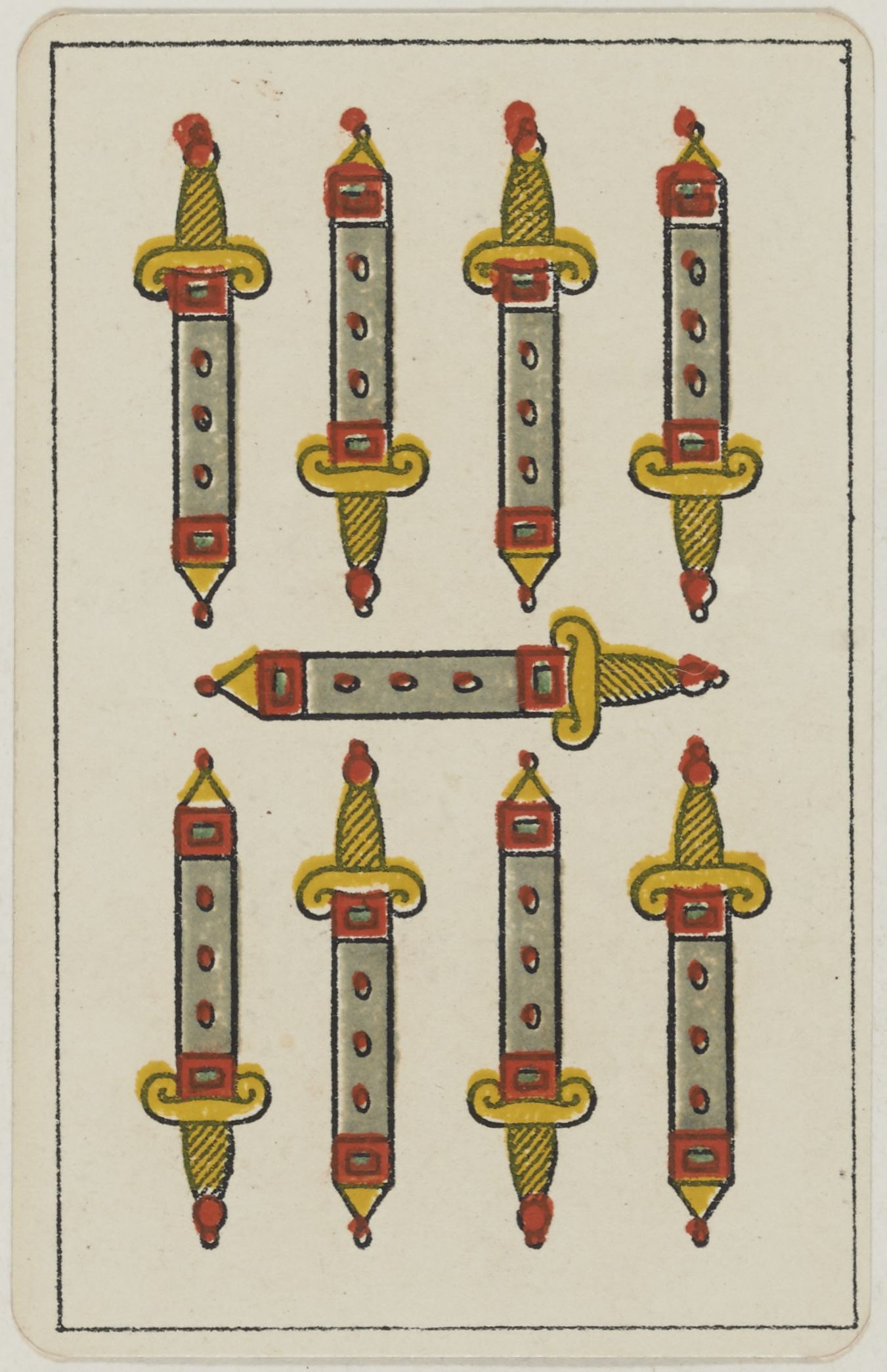
Dziewiątka mieczy
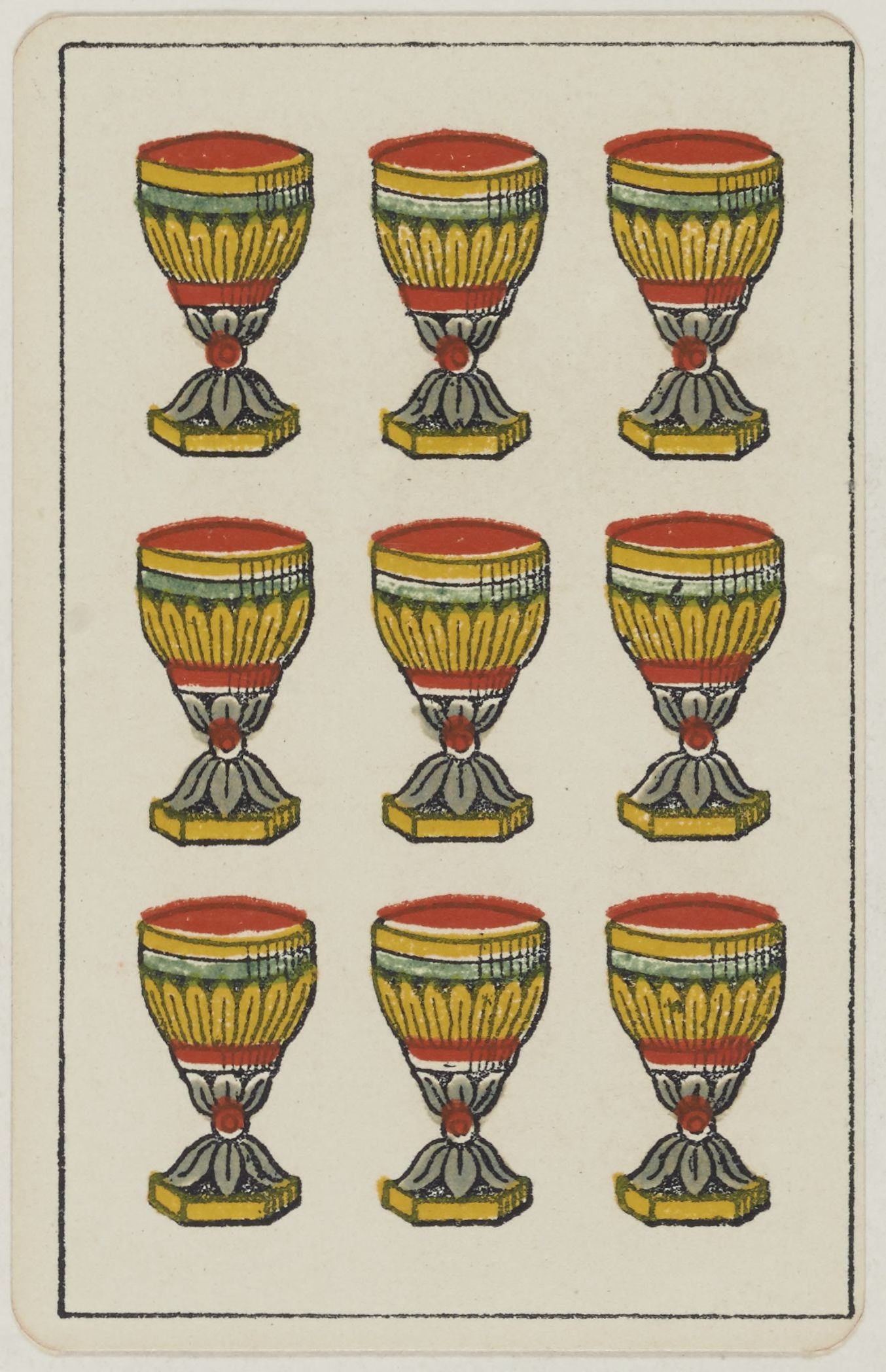
Dziewiątka puszek
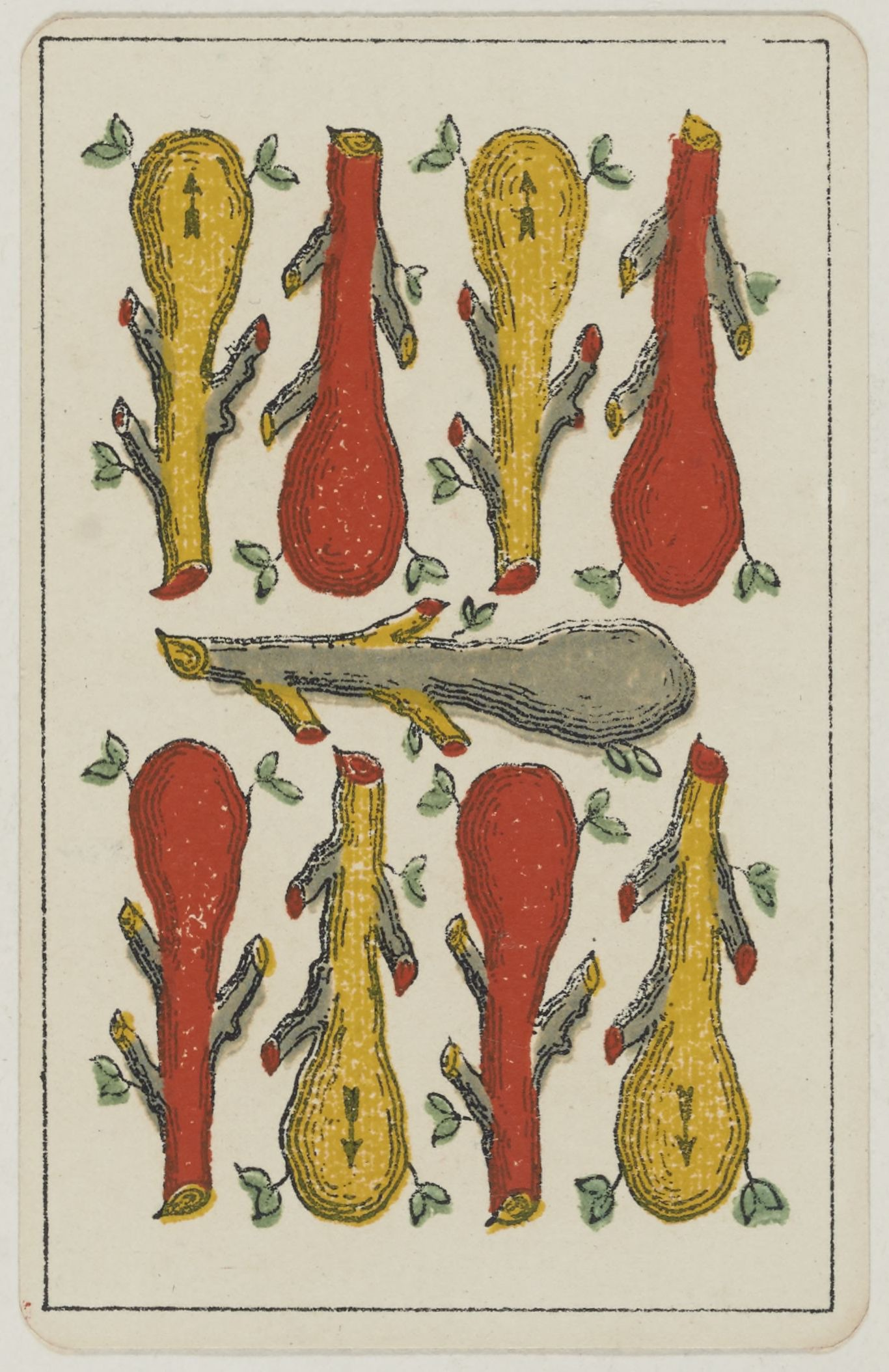
Dziewiątka pałek
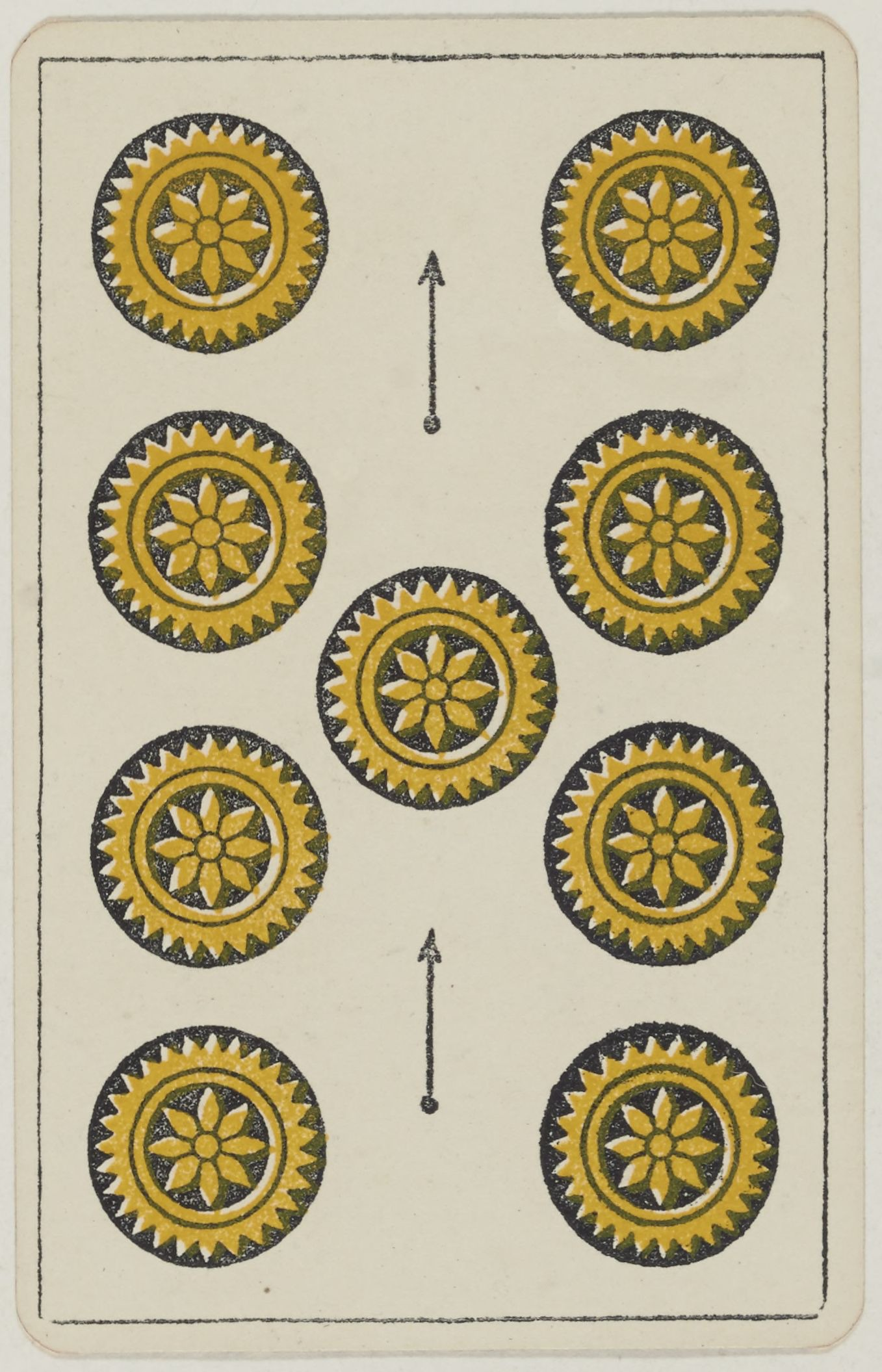
Dziewiątka monet

Talia Aluette i inne wzory o kolorach południowowłoskich i hiszpańskich 

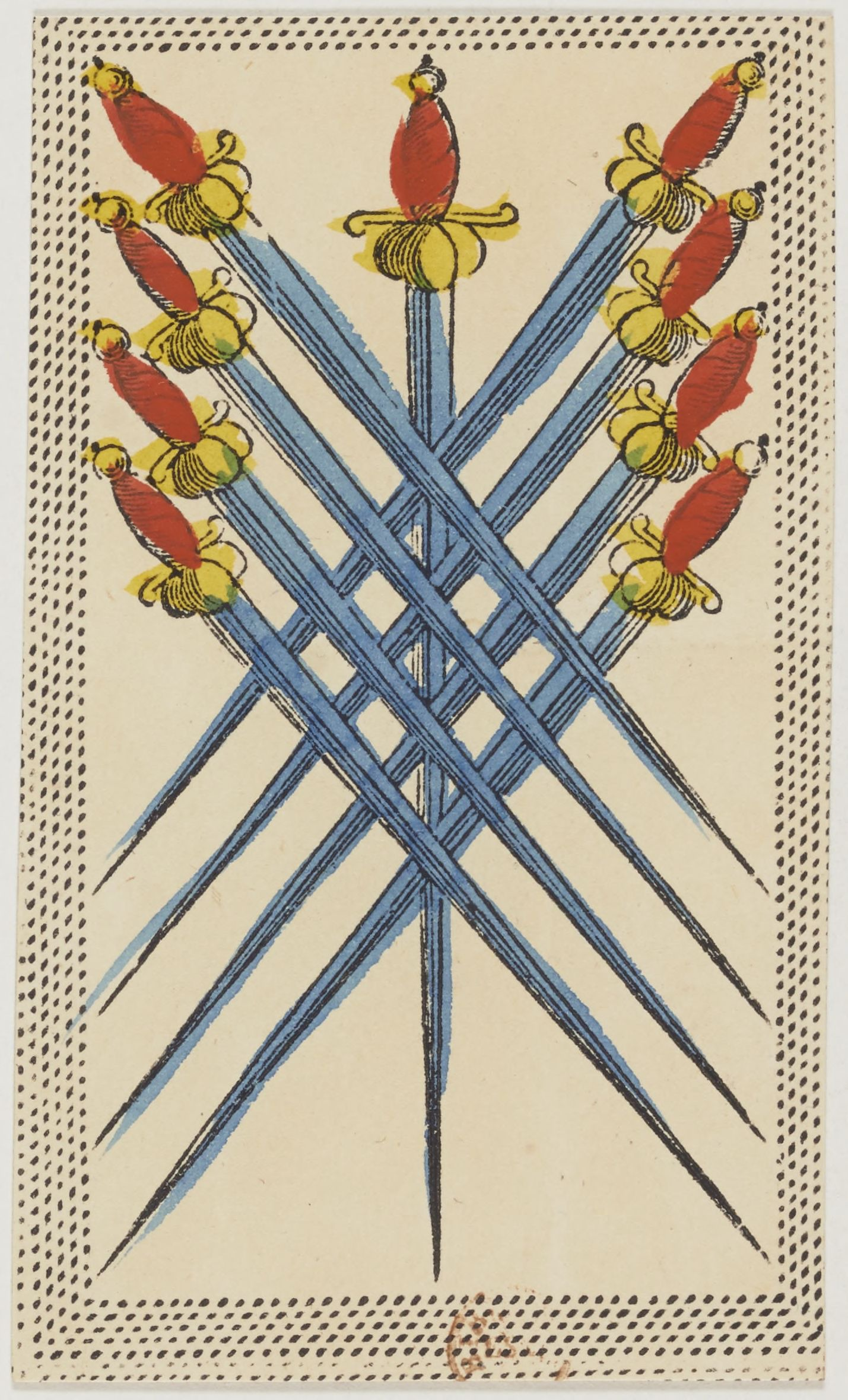
Dziewiątka mieczy
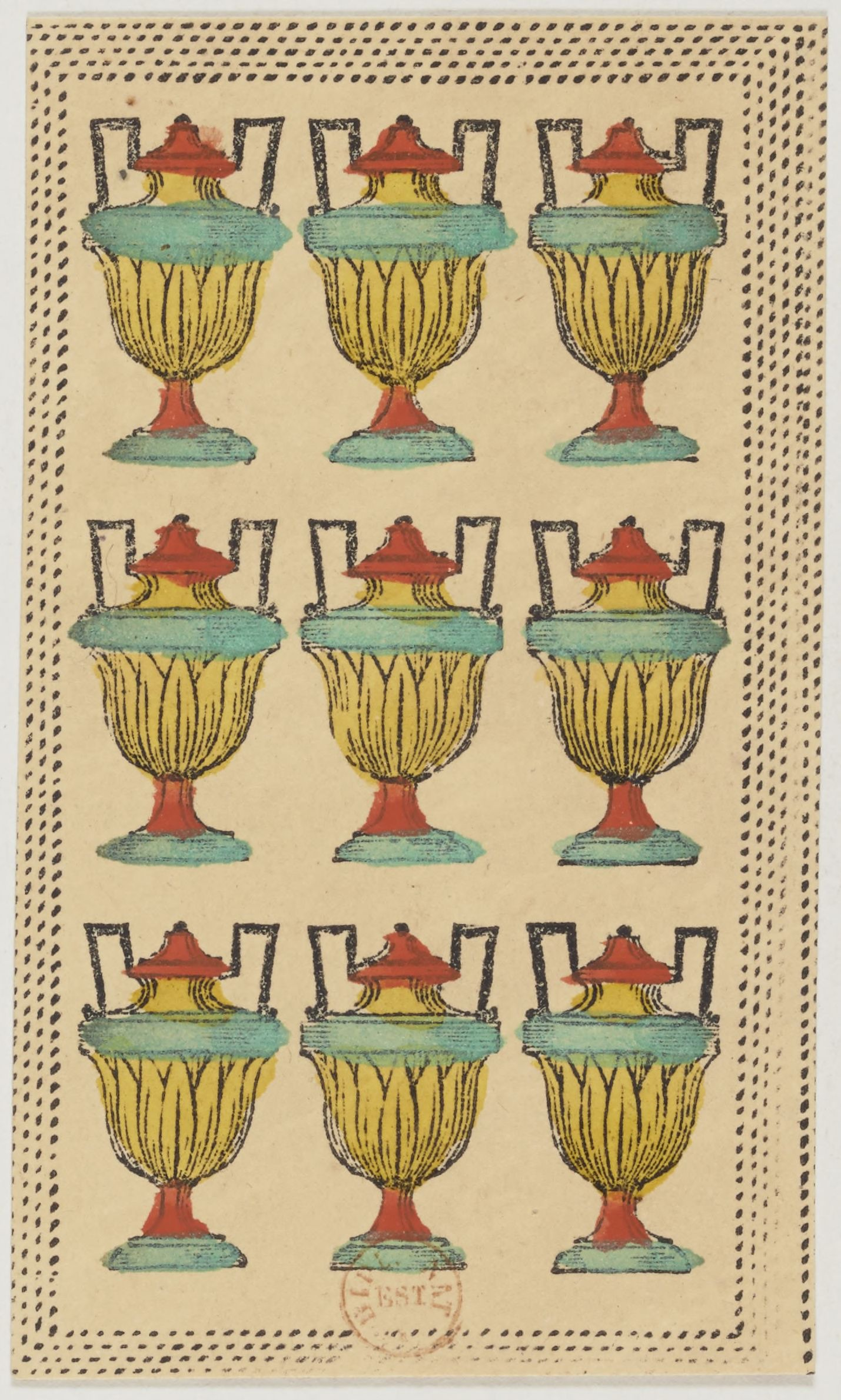
Dziewiątka puszek
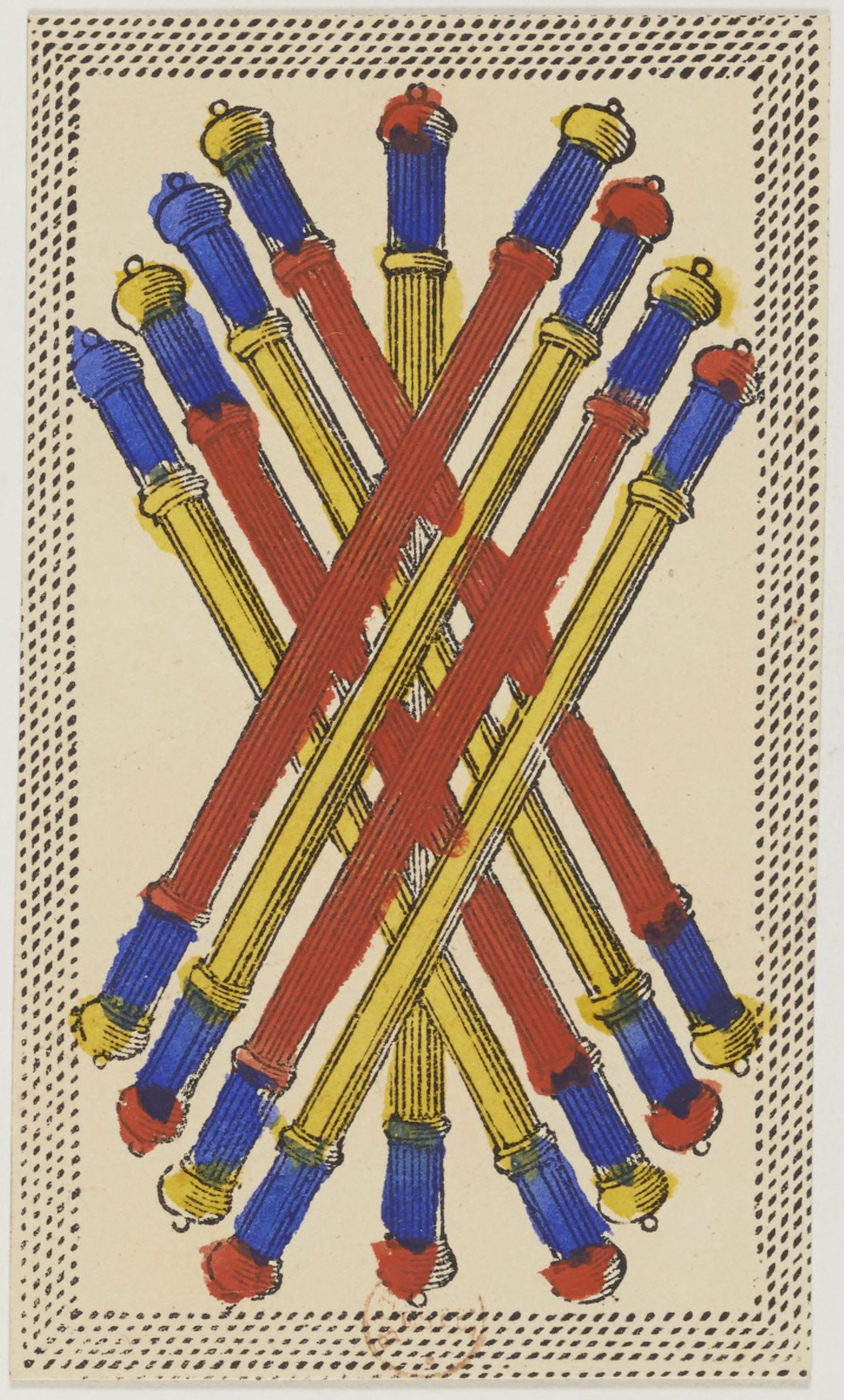
Dziewiątka pałek
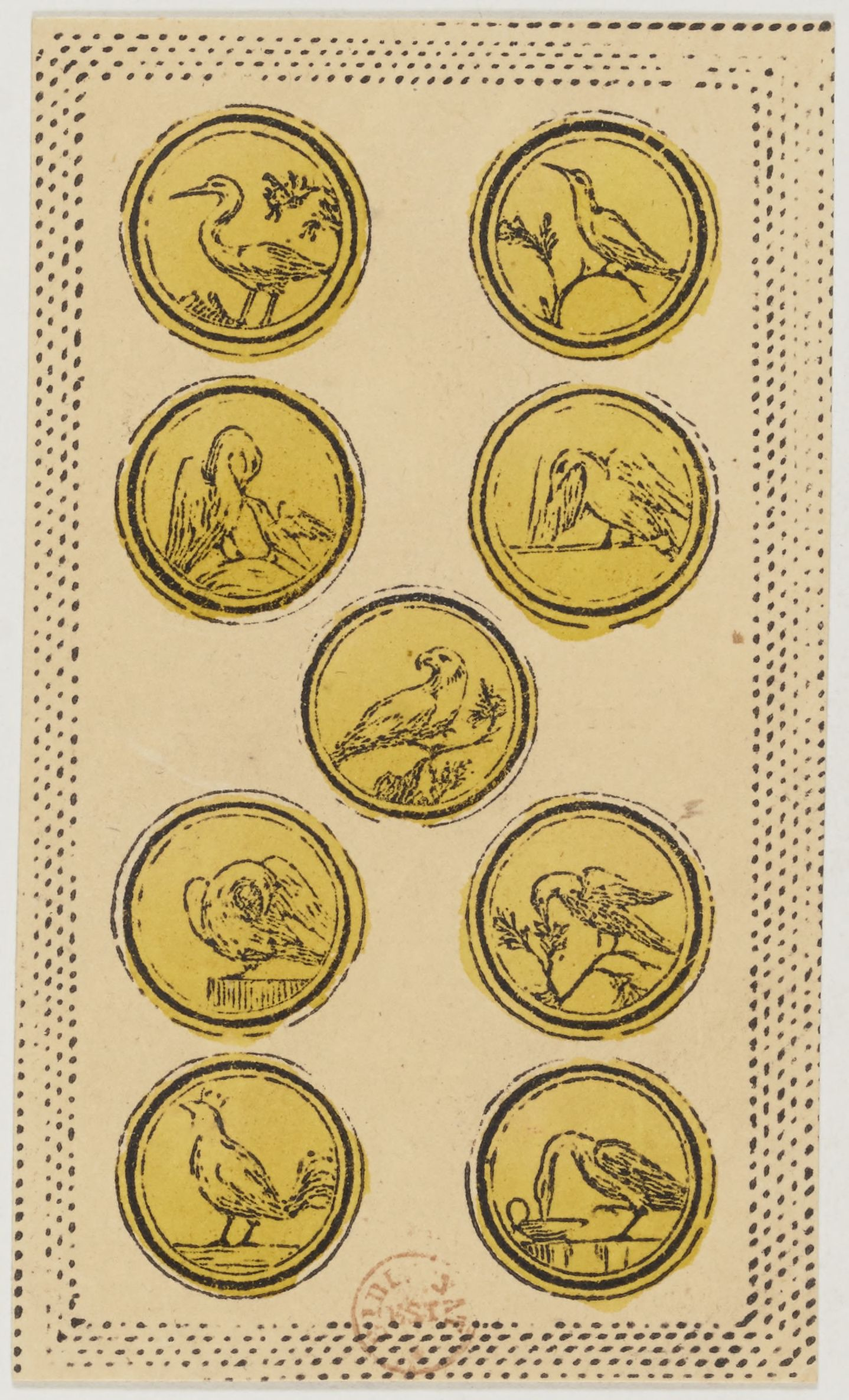
Dziewiątka monet

Wzór wirtemberski i inne wzory o kolorach południowoniemieckich

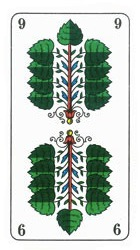
Dziewiątka winna
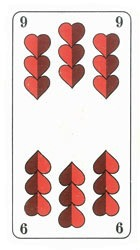
Dziewiątka czerwienna
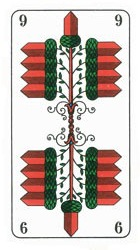
Dziewiątka żołędna
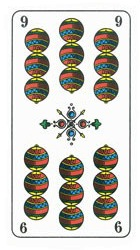
Dziewiątka dzwonkowa

Wzór saksoński i inne wzory o kolorach północnoniemieckich

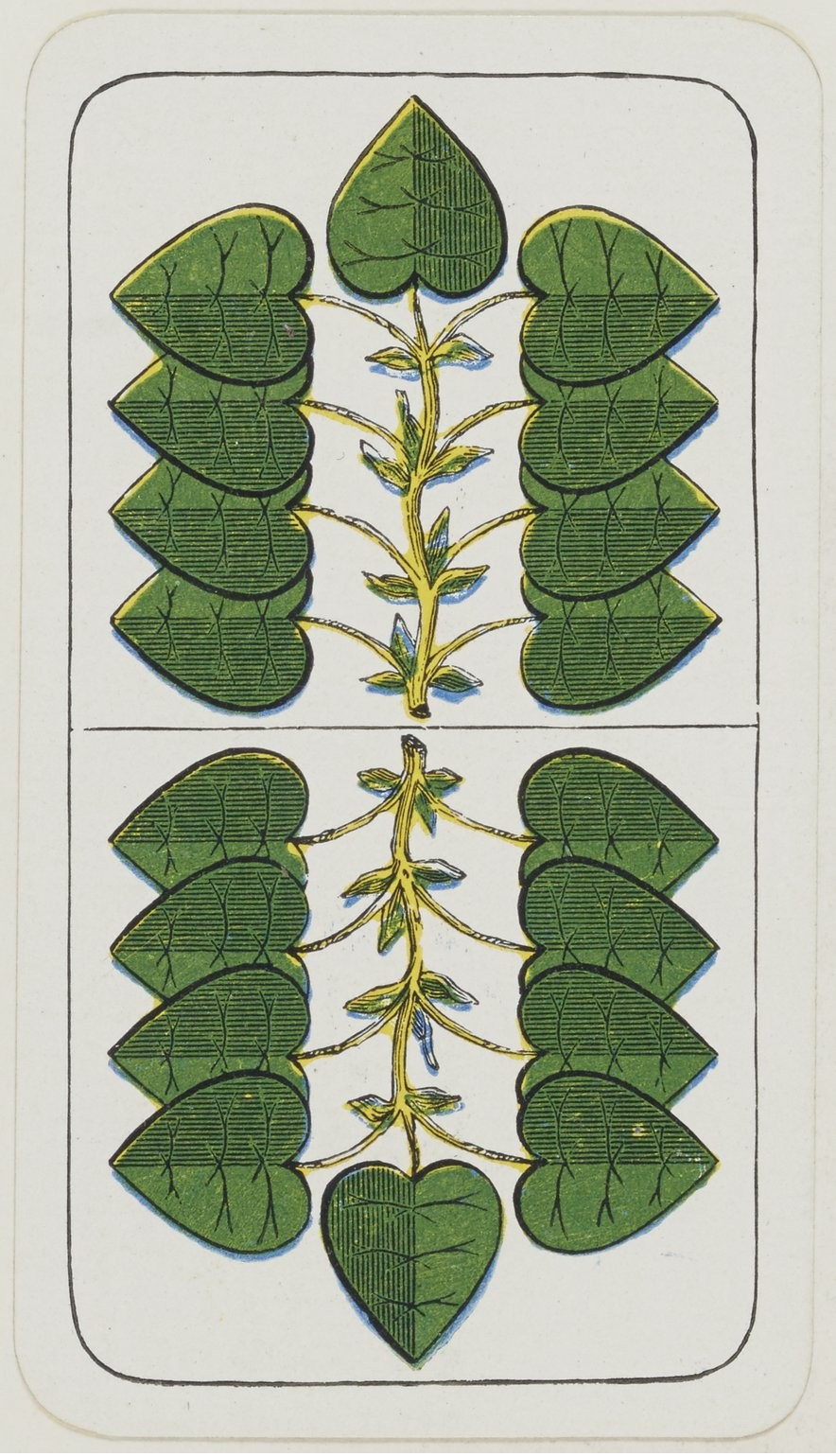
Dziewiątka winna
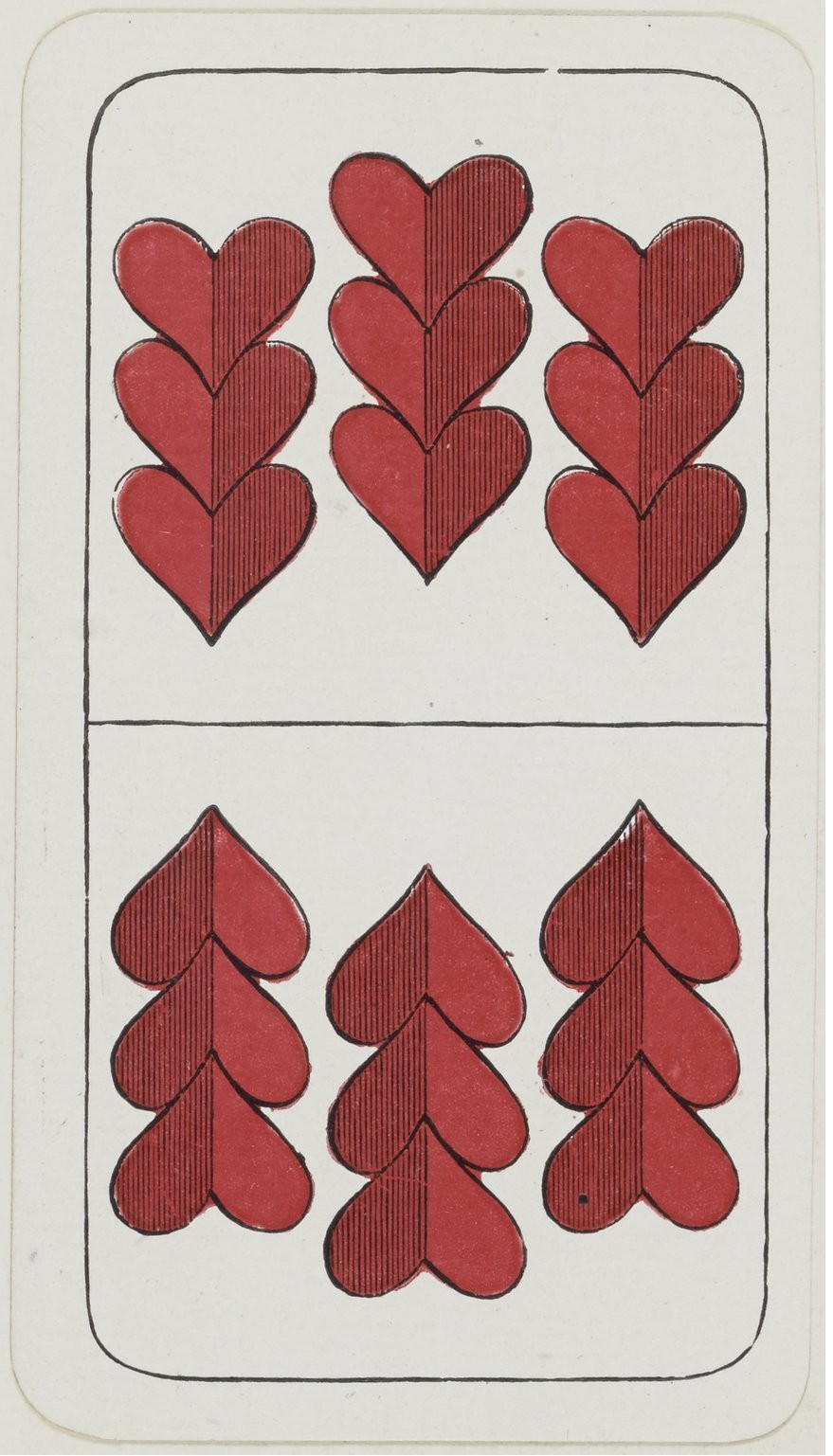
Dziewiątka czerwienna
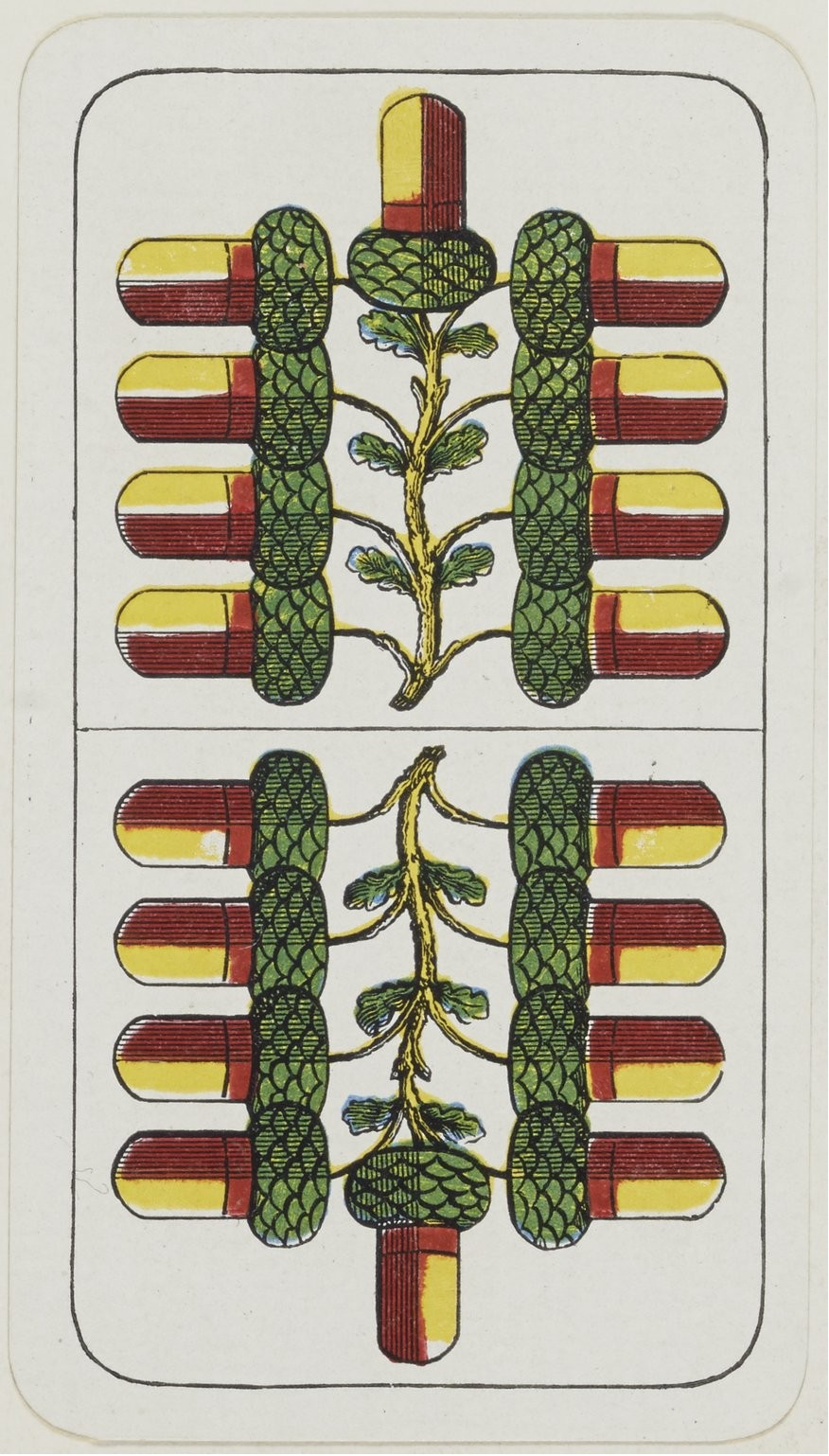
Dziewiątka żołędna
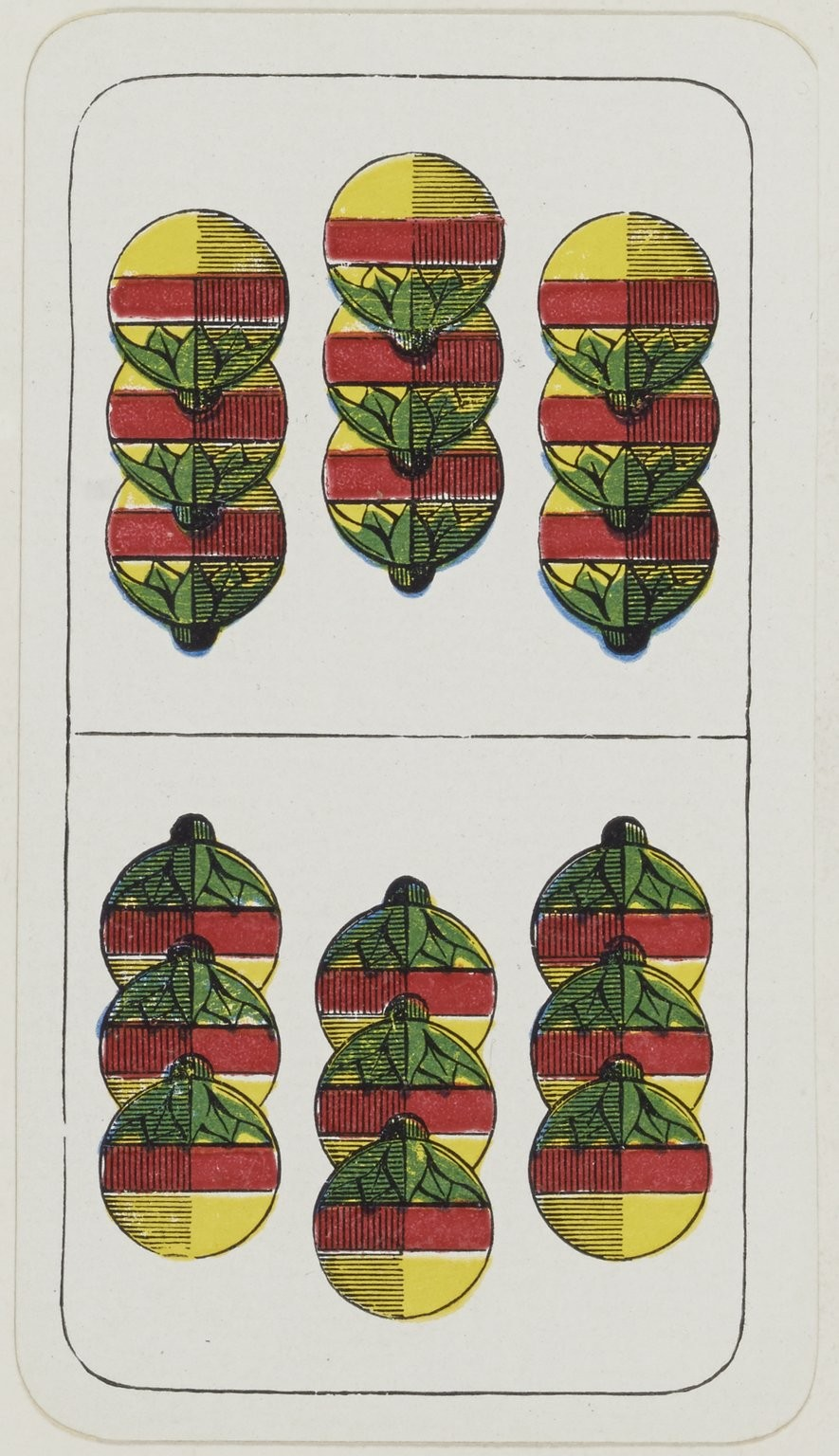
Dziewiątka dzwonkowa

Wzór szwajcarski

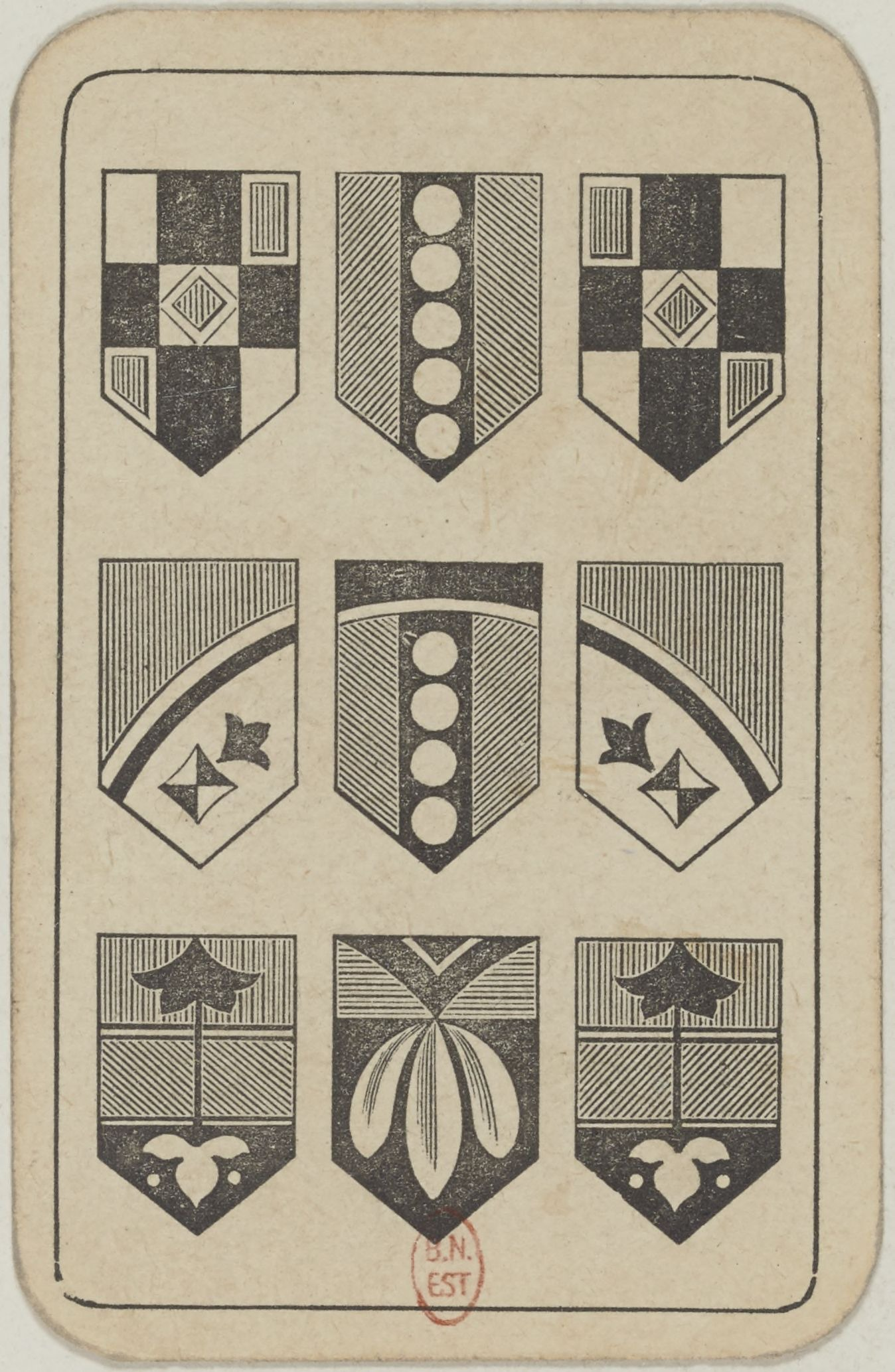
Dziewiątka tarczy
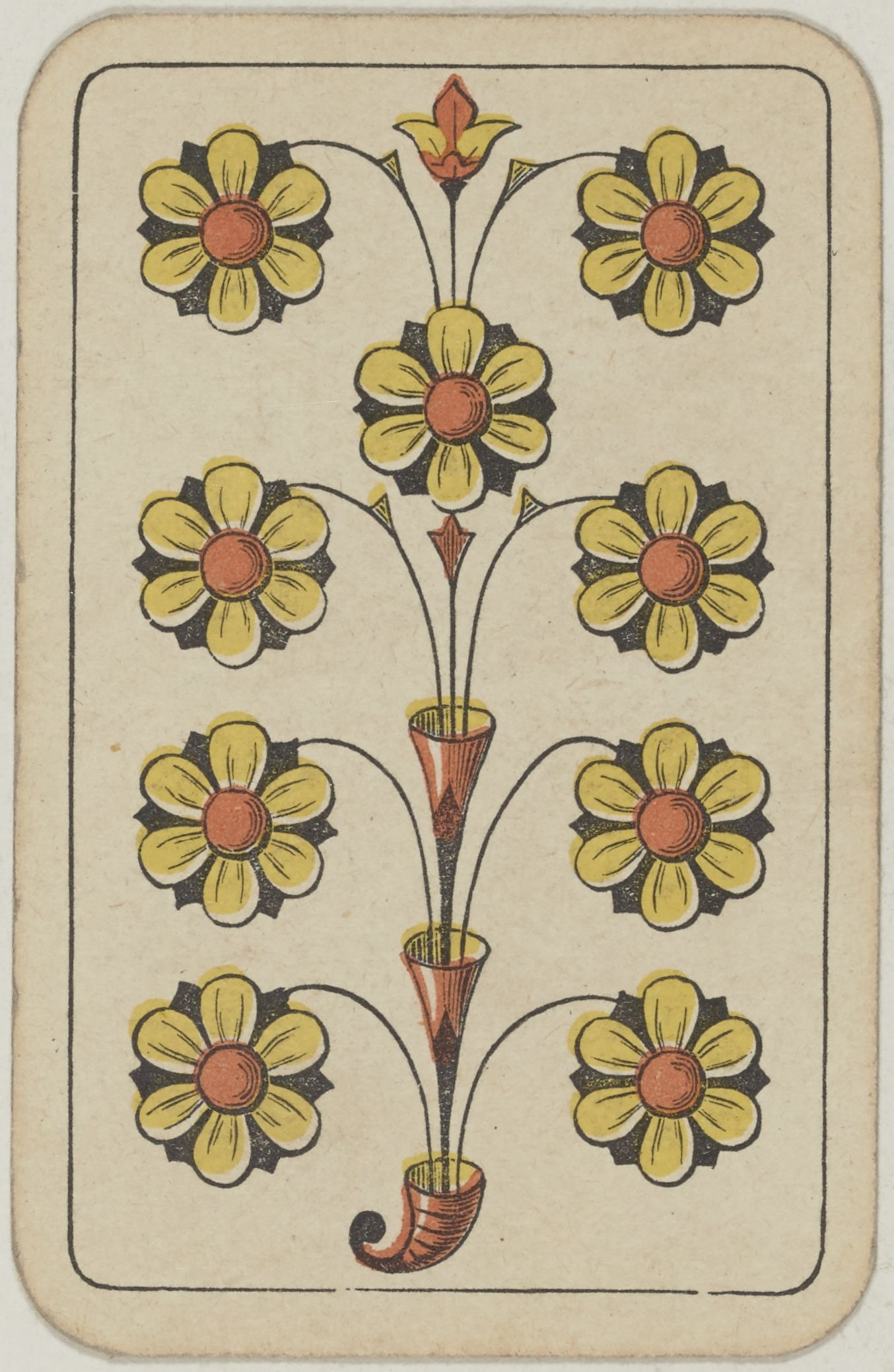
Dziewiątka różana
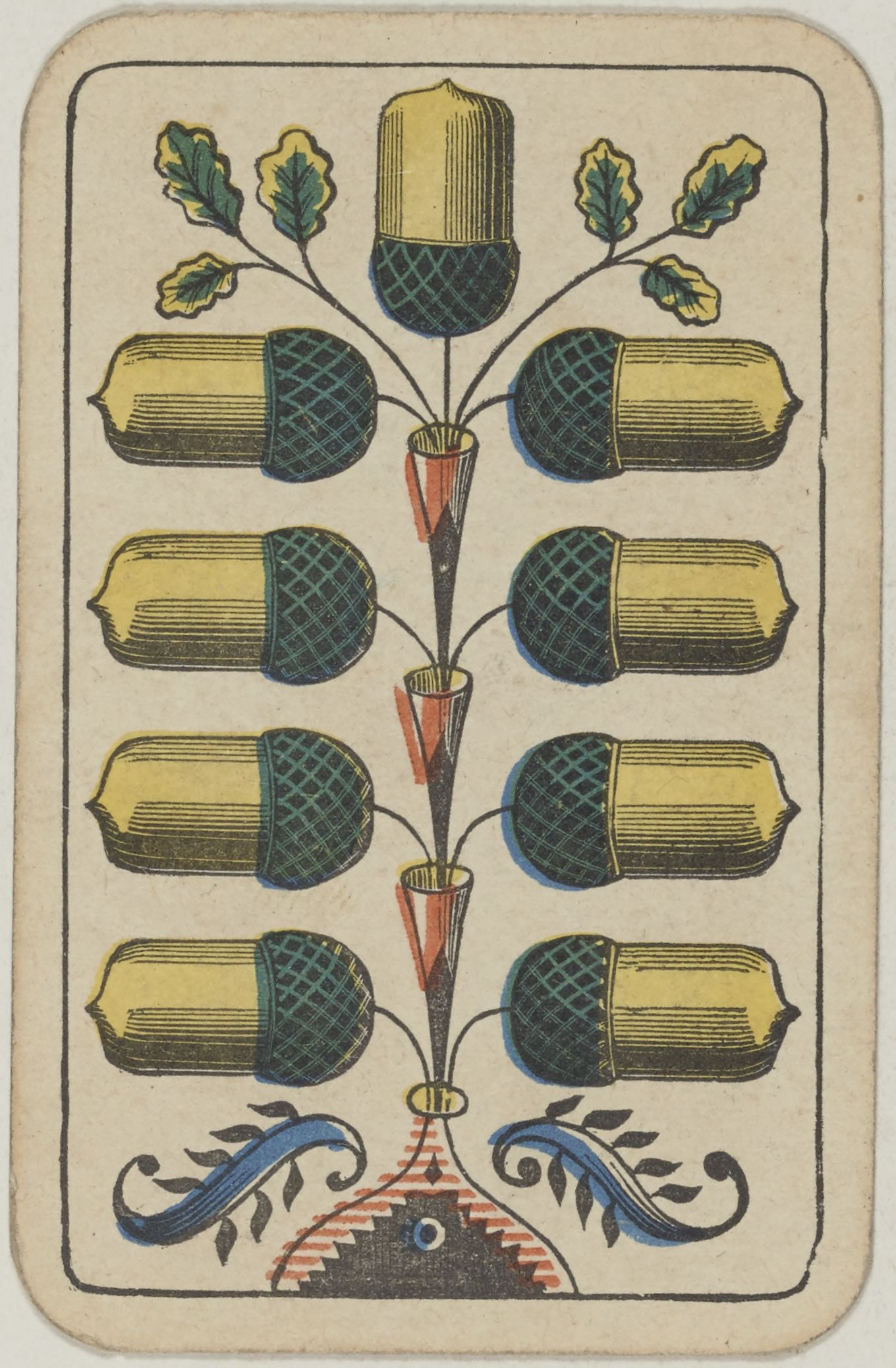
Dziewiątka żołędna
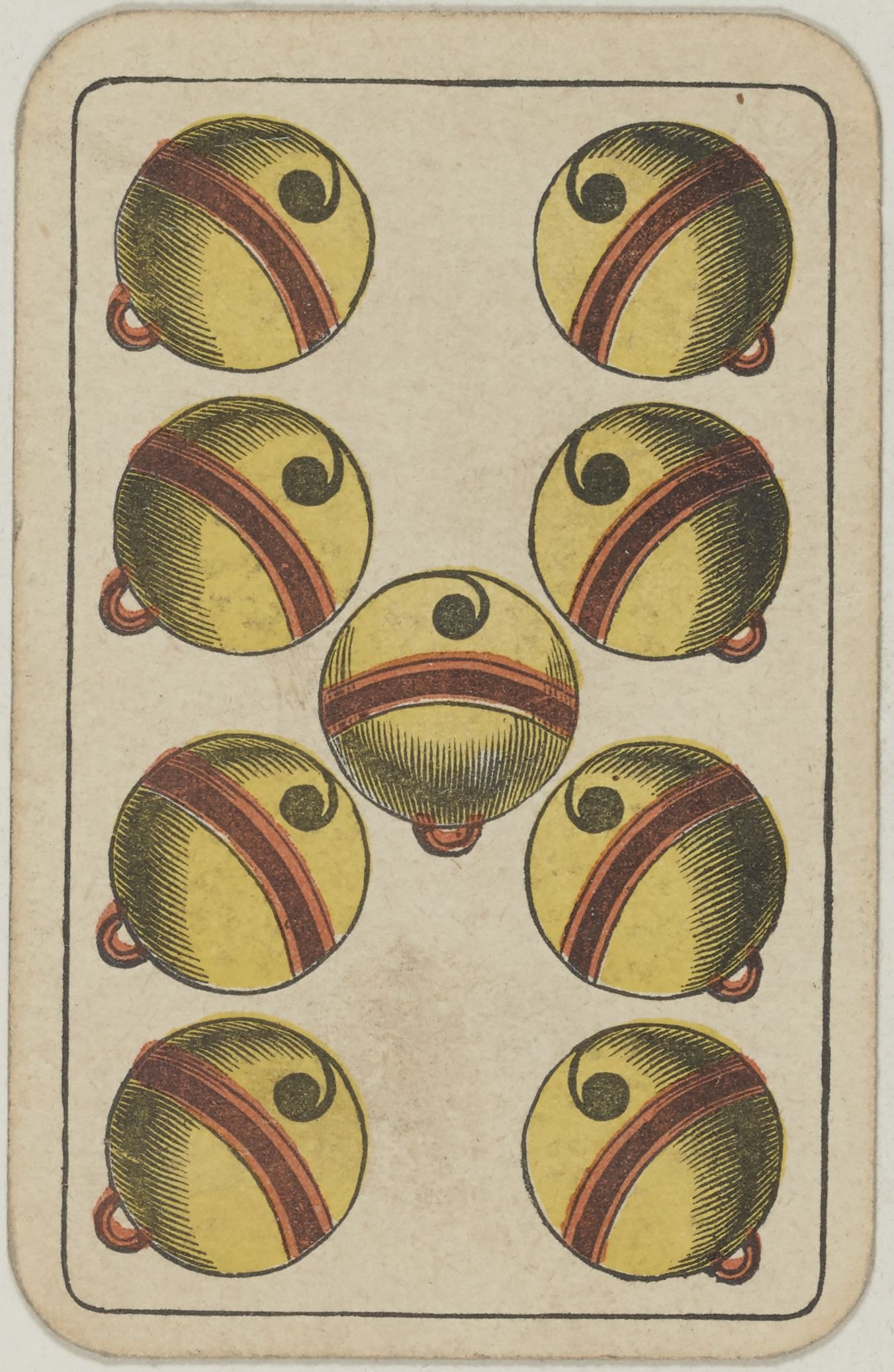
Dziewiątka dzwonkowa